# اقبال لاهوری
محمد اقبال (۹ نوامبر ۱۸۷۷ – ۲۱ آوریل ۱۹۳۸) مشهور به اقبال لاهوری، فیلسوف، نویسنده، شاعر و سیاست‌مدار اهل جنوب آسیا بود. اقبال در سیالکوت به دنیا آمده و شعرهای بسیاری نیز به زبان‌های فارسی و اردو سروده است. اقبال، نخستین کسی بود که ایدهٔ یک کشور مستقل را برای مسلمانان هند مطرح کرد و این ایده در نهایت منجر به ایجاد کشور پاکستان شد. اقبال لاهوری، در این کشور به‌طور رسمی «شاعر ملی» خوانده می‌شود. «اسرار خودی» یکی از کتاب‌های معروف اوست. وی طرفداران پرشماری در ایران و سایر کشورها دارد. پسر او جاوید اقبال فیلسوف و وکیل مشهور پاکستانی بود.
از طرفداران سرسخت احیای سیاسی و معنوی جهان اسلام، به ویژه مسلمانان در شبه قاره هند، سلسله سخنرانی‌های اقبال در این زمینه با عنوان «احیای فکر اسلامی» در سال ۱۹۳۰ منتشر شد. عضو شورای قانونگذاری پنجاب در سال ۱۹۲۷ و چندین سمت در اتحادیه مسلمانان سراسر هند داشت. او در خطابه الله‌آباد خود که در مجمع سالانه اتحادیه در سال ۱۹۳۰ ایراد شد، چارچوبی سیاسی برای مناطق با اکثریت مسلمان در شمال غرب هند تدوین کرد و باعث شد که اتحادیه به دنبال نظریه دو ملتی باشد. در اوت ۱۹۴۷، نه سال پس از مرگش، تجزیه هند به تأسیس پاکستان منجر شد، یک دولت اسلامی تازه مستقل که در آن اقبال به عنوان شاعر ملی مورد تجلیل قرار گرفت. او در پاکستان با عنوان حکیم الامه شناخته می‌شود. سالگرد تولد او ۹ نوامبر، به عنوان تعطیل رسمی در پاکستان برگزار می‌شود.

## زندگی
اقبال در سیالکوت، که اکنون بخشی از ایالت پنجاب پاکستان است متولد شد. نیاکان او از قبیلهٔ سپروی برهمنان کشمیر بودند و در سدهٔ هفدهم میلادی، حدود دویست سال پیش از تولد او، به اسلام روی آورده بودند. پدر او مسلمانی دیندار بود.
اقبال، قرآن را در یکی از مساجد سیالکوت آموخت و دوران راهنمایی و دبیرستان خود را در کالج میسیونری اسکاتلند گذراند. او تحصیلات خود را در رشتهٔ فلسفه دانشگاه لاهور آغاز و مدرک کارشناسی ارشد فلسفه را در سال ۱۸۹۹ میلادی، با رتبهٔ اول از دانشگاه پنجاب دریافت کرد.

## تحصیلات در خارجه
اقبال در اروپا نیز با ادوارد براون و رینولد نیکلسون مراودات علمی داشت. او تحت تأثیر آموزه‌های سر توماس آرنولد در سال ۱۹۰۵ به انگلستان سفر کرد. اقبال در حالی که با فردریش نیچه و هانری برگسون آشنا بود، اندکی پیش از عزیمت به انگلستان، مولانا را کشف کرد و مثنوی را به دوستش سوامی راما تیرتا، که در ازای آن سانسکریت را به او آموزش داد، آموزش داد. اقبال واجد شرایط دریافت بورسیه تحصیلی از کالج ترینیتی، دانشگاه کمبریج، و لیسانس هنر در سال ۱۹۰۶ شد. مدرک تحصیلی در لندن، او را واجد شرایط کرد تا به عنوان وکیل فعالیت کند. در سال ۱۹۰۷، برای دکترا به آلمان رفت و در ۴ نوامبر ۱۹۰۷ دکترای فلسفه را از دانشگاه لودویگ ماکسیمیلیان مونیخ دریافت کرد. تز دکترای اقبال تحت راهنمایی فردریش هومل تحت عنوان سیر متافیزیک در ایران بود که در ایران بنام سیر فلسفه در ایران منتشر شد.
در سال ۱۹۰۷ با نویسنده عطیه فیضی نویسنده هندی در بریتانیا و آلمان دوستی نزدیک داشت. زمانی که در هایدلبرگ بود، استاد آلمانی‌اش اما وگناست دربارهٔ فاوست، هاینه و نیچه و گوته به او آموزش داد. او آلمانی را در سه ماه تسلط یافت. خیابانی در هایدلبرگ به یاد او «اقبال اوفر» نامگذاری شده است. اقبال در دوران تحصیل در اروپا شروع به سرودن شعر به زبان فارسی کرد. ترجیح می‌داد به این زبان بنویسد زیرا این کار بیان افکارش را آسان می‌کرد و در طول زندگی خود پیوسته به فارسی نوشت.

## فعالیت‌های سیاسی
اقبال در دوران جنگ جهانی اول در جنبش خلیفه عضویت داشت که یک جنبش اسلامی ضد استعمار بریتانیا بود. او با مولانا محمدعلی و محمدعلی جناح نیز همکاری نزدیک داشت. او در سال ۱۹۲۰ در مجلس ملی هند حضور داشت؛ اما از آنجا که گمان می‌کرد در این مجلس اکثریت با هندوها است، پس از انتخابات سال ۱۹۲۶ وارد شورای قانون‌گذاری پنجاب، که شورایی اسلامی واقع در لاهور بود شد و در این شورا از پیش‌نویس قانون اساسی که محمد علی جناح برای احقاق حقوق مسلمانان نوشته بود حمایت کرد. اقبال در سال ۱۹۳۰ به عنوان رئیس اتحادیهٔ مسلمانان در الله‌آباد و سپس در سال ۱۹۳۲ در لاهور انتخاب شد.

## چهرهٔ فرامرزی اقبال
اقبال، به دلیل داشتن دیدگاه ضد کاپیتالیستی، معتقد بود که نظام سرمایه‌داری در حال استعمار ملت‌ها به‌خصوص ملت‌های مسلمان است؛ از این رو نگاهی ویژه به کشورهای استعمار شدهٔ اسلامی پیرامون خود داشت. دلیل دیگر چهرهٔ فرامرزی وی در جهان اسلام را می‌توان در پیوستگی فرهنگی، تاریخی و مذهبی کشورش با برخی از کشورهای همسایه مانند ایران و افغانستان دانست.

### اقبال و ایران

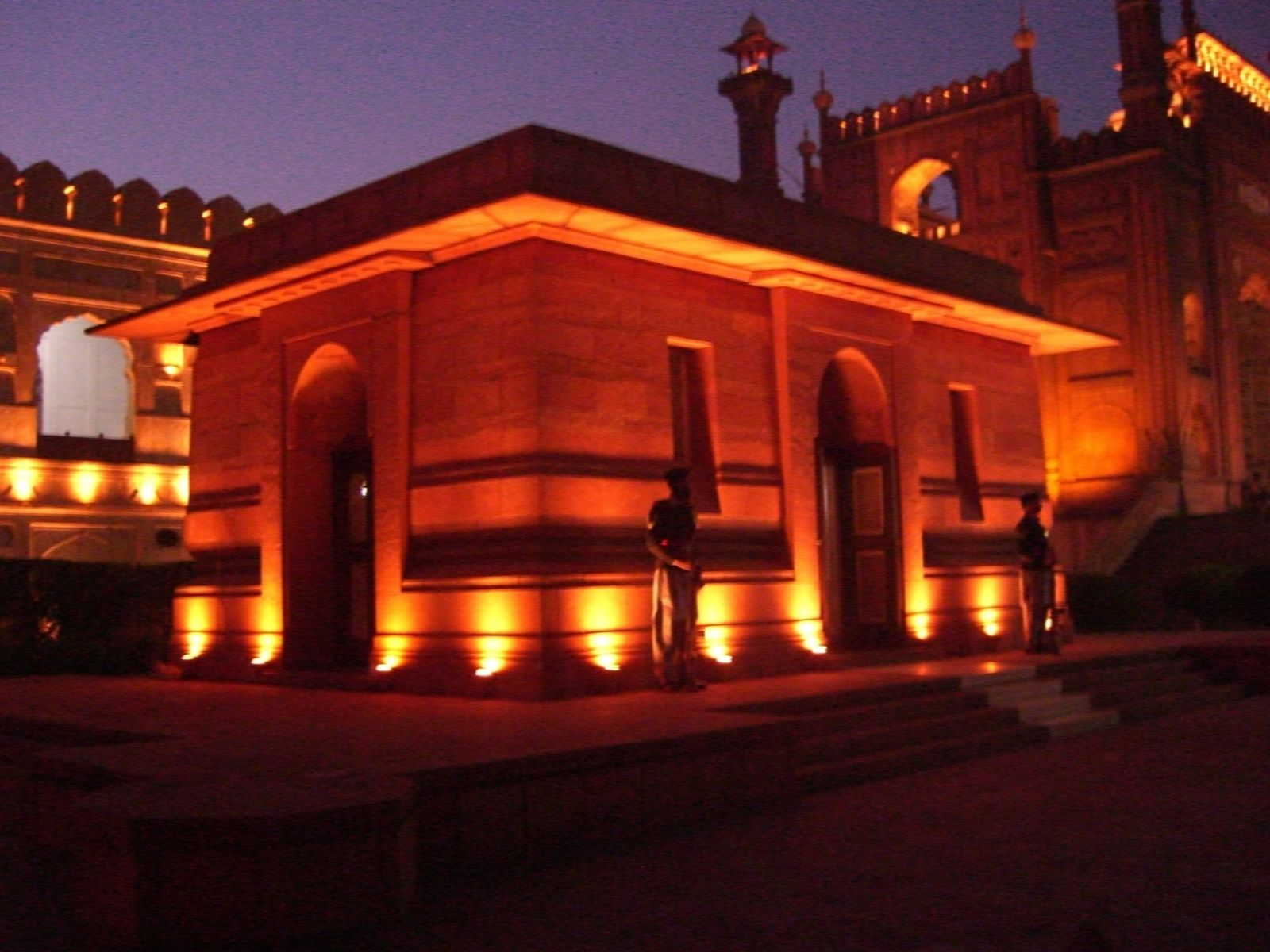
آرامگاه اقبال لاهوری پاکستان

اقبال به فرهنگ ایرانی بسیار علاقه داشت و همین امر باعث شده است که برخی ملی‌گرایان، او را «ایرانی‌ترین غیرایرانی» یا «فردوسیِ برون‌مرز» بنامند.

## اقبال و فلسفه
اقبال معتقد است که روح قرآن با تعلیمات یونانی سازگاری ندارد و بسیاری از گرفتاری‌های مسلمانان از اعتماد به یونانی‌ها ناشی شده است. از نظر وی، از آن‌جا که روح قرآن به امور عینی توجه داشت و فلسفه یونانی به امور نظری می‌پرداخت، کوشش مسلمانان برای فهم قرآن از منظر تعالیم یونانی محکوم به شکست است.
در باب فهم تجربی و پوزیتیو او معتقد است که اندیشهٔ مسلمانانی مانند ابن‌حزم در خصوص ادراکات حسی به‌عنوان منبع شناخت و ابن تیمیه در تبَیُّن اهمیت روش استقرا ابویوسف کندی در خصوص احساس متناسب با انگیزه و استعمال آن در روان‌شناسی، مقدمات نظری مباحث تجربی جدید غرب را پدیدآورد. اقبال، شکوفایی روش تجربه و مشاهده را در تمدّن اسلامی نتیجهٔ جدال ممتد با اندیشهٔ یونانی می‌داند. وی در تأیید پیشگامی مسلمانان در روش تجربی مثال‌هایی را از آثار و نظریه‌های علمی جاحظ و ابن مسکویه در نظریهٔ تکامل، بیرونی، در ریاضیات و مسئلهٔ زمان، خوارزمی، در جبر و اعداد، عراقی و خواجه محمد پارسا، در روان‌شناسی دینی ذکر می‌کند.
دیدگاه‌های فلسفی اقبال، به‌شدت تحت‌تأثیر اندیشه‌های آنری برگسون بوده است. اقبال برگسون را اولین‌بار در سال ۱۹۳۲ میلادی، در یک همایش ملاقات کرد. اقبال کتابی با عنوان «حقیقت و حیرت: مطالعهٔ بیدل در پرتو اندیشه‌های برگسون» نیز نوشته که در آن اندیشه‌ها و نگاه فلسفی برگسون و بیدل را باهم بررسی و مقایسه کرده است.

## احیای اندیشه اسلامی
شش سخنرانی انگلیسی اقبال در سال ۱۹۳۰ در لاهور و سپس توسط انتشارات دانشگاه آکسفورد در سال ۱۹۳۴ در کتاب احیای فکر اسلامی منتشر شد. سخنرانی‌ها در مدرس، حیدرآباد و علیگر ارائه شده بود. این سخنرانی‌ها به نقش اسلام به عنوان یک دین و به عنوان یک فلسفه سیاسی و حقوقی در عصر مدرن می‌پردازد. اقبال در این سخنرانی‌ها قاطعانه نگرش‌ها و رفتار سیاسی سیاستمداران مسلمان را رد می‌کند.
اقبال ابراز نگرانی کرد که نه تنها سکولاریسم پایه‌های معنوی اسلام و جامعه مسلمان را تضعیف کند، بلکه جمعیت هندو هندوستان، میراث، فرهنگ و نفوذ سیاسی مسلمانان را از بین ببرد. او در سفرهای خود به مصر، افغانستان، ایران و ترکیه، ایده‌های همکاری و اتحاد سیاسی بیشتر اسلامی را ترویج کرد و خواستار حذف اختلافات ملی‌گرایانه می‌شد. او همچنین در مورد ترتیبات سیاسی مختلف برای تضمین قدرت سیاسی مسلمانان گمانه‌زنی کرد. اقبال در گفتگو با دکتر امبدکار تمایل خود را برای دیدن استان‌های هند به عنوان واحدهای خودمختار تحت کنترل مستقیم دولت بریتانیا و بدون دولت مرکزی هند ابراز کرد. او مناطق مسلمان‌نشین خودمختار را در هند پیش‌بینی کرد که تحت اتحاد هندی واحد باشند. از سرنوشت مسلمانان هند هراس داشت که به دلیل انزوا از مسلمانان دیگر از بسیاری جهات آسیب می‌بینند.
اقبال در سال ۱۹۳۰ در جلسه آن در الله‌آباد در استان‌های متحد و همچنین برای نشست لاهور در سال ۱۹۳۲ به عنوان رئیس‌جمهور مسلم لیگ انتخاب شد. او در سخنرانی ریاست جمهوری خود در ۲۹ دسامبر ۱۹۳۰ چشم‌انداز یک کشور مستقل را برای مسلمانان ترسیم کرد.
اقبال در سخنان خود تأکید کرد که در اسلام برخلاف مسیحیت «مفاهیم حقوقی» با «اهمیت مدنی» همراه است و «آرمان‌های دینی» از نظم اجتماعی جدایی‌ناپذیر تلقی می‌شود. او بنابراین ایجاد یک نظام سیاسی بر مبنای صرفاً اصول ملی را برای مسلمانان ناممکن می‌دید. اقبال نه تنها بر نیاز به وحدت سیاسی مسلمانان تأکید کرد بلکه نامطلوب بودن ادغام جمعیت مسلمان در یک جامعه گسترده‌تر غیراسلامی را ناممکن می‌دانست.
گرچه او سکولاریسم و ناسیونالیسم را رد می‌کند ولی روشن نمی‌کند که آیا دولت ایده‌آل او حکومت دینی است یا خیر. او از علما نیز انتقاد می‌کند که «اجتهاد اسلامی» را عملاً به ورطه بی‌حرکتی انداخته‌اند.

## اقبال و مولوی

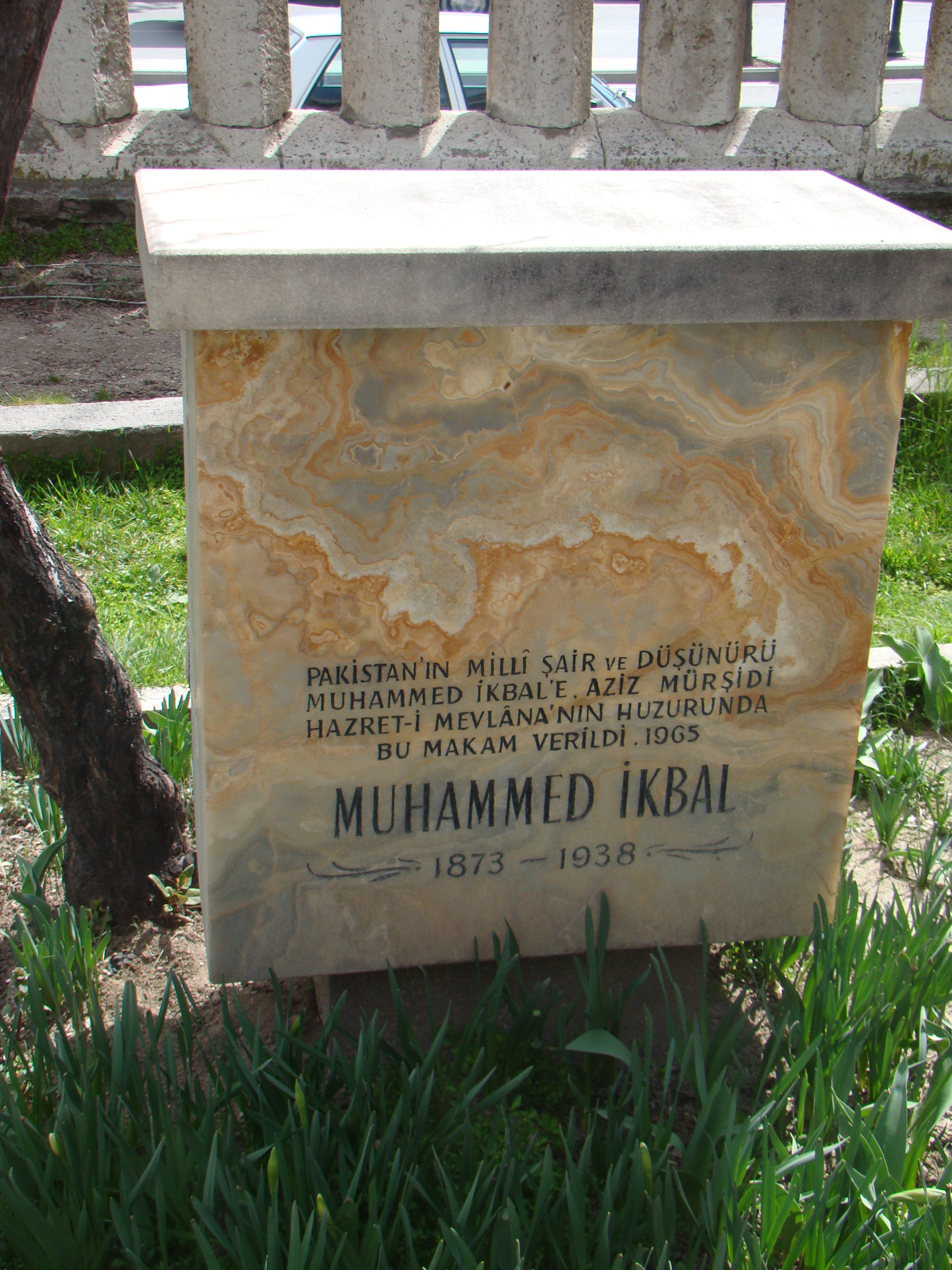
سنگ یادبود اقبال لاهوری در استانبول

اقبال لاهوری از شاعران زبردست در زبان فارسی به حساب می‌آید. او به خصوص به شخص مولانا دل‌بستگی و ارادت داشت:
| به کام خود دگر آن کهنه مِی‌ریز |  | که با جامش نیرزد ملک پرویز    |
| ز اشعار جلال‌الدّین رومی       |  | به دیوار حریم دل بیاویز       |
| سراپا درد و سوز آشنایی       |  | وصال او زبان‌دان جدایی         |
| جمال عشق گیرد از نی او       |  | نصیبی از جلال کبریایی         |
| به روی من در دل باز کردند    |  | ز خاک من جهانی ساز کردند      |
| ز فیض او گرفتم اعتباری       |  | که با من ماه و انجم ساز کردند |
| خودی تا گشت مهجور خدایی      |  | به فقر آموخت آداب گدایی       |
| ز چشم مست رومی وام کردم      |  | سروری از مقام کبریایی         |

## مرگ
اقبال در سال ۱۹۲۴ دچار بیماری کلیه شد، اما طبیب مشهور هندی حکیم «عبدالوهاب انصاری» اقبال را معالجه کرد و حدود ۱۰ سال دیگر اقبال از سلامتی برخوردار بود؛ ولی از سال ۱۹۳۴ میلادی، به بیماری‌های مختلفی مثل کم‌شنوایی و کم‌بینی چشم دچار شد و به تدریج دچار کسالت ممتدی شد و سرانجام در ۲۱ آوریل ۱۹۳۸ در ۶۱ سالگی از دنیا رفت و پیکرش در جوار «مسجد پادشاهی لاهور» (در مکانی که بعداً آرامگاه اقبال لاهوری نامیده شد) به خاک سپرده شد.

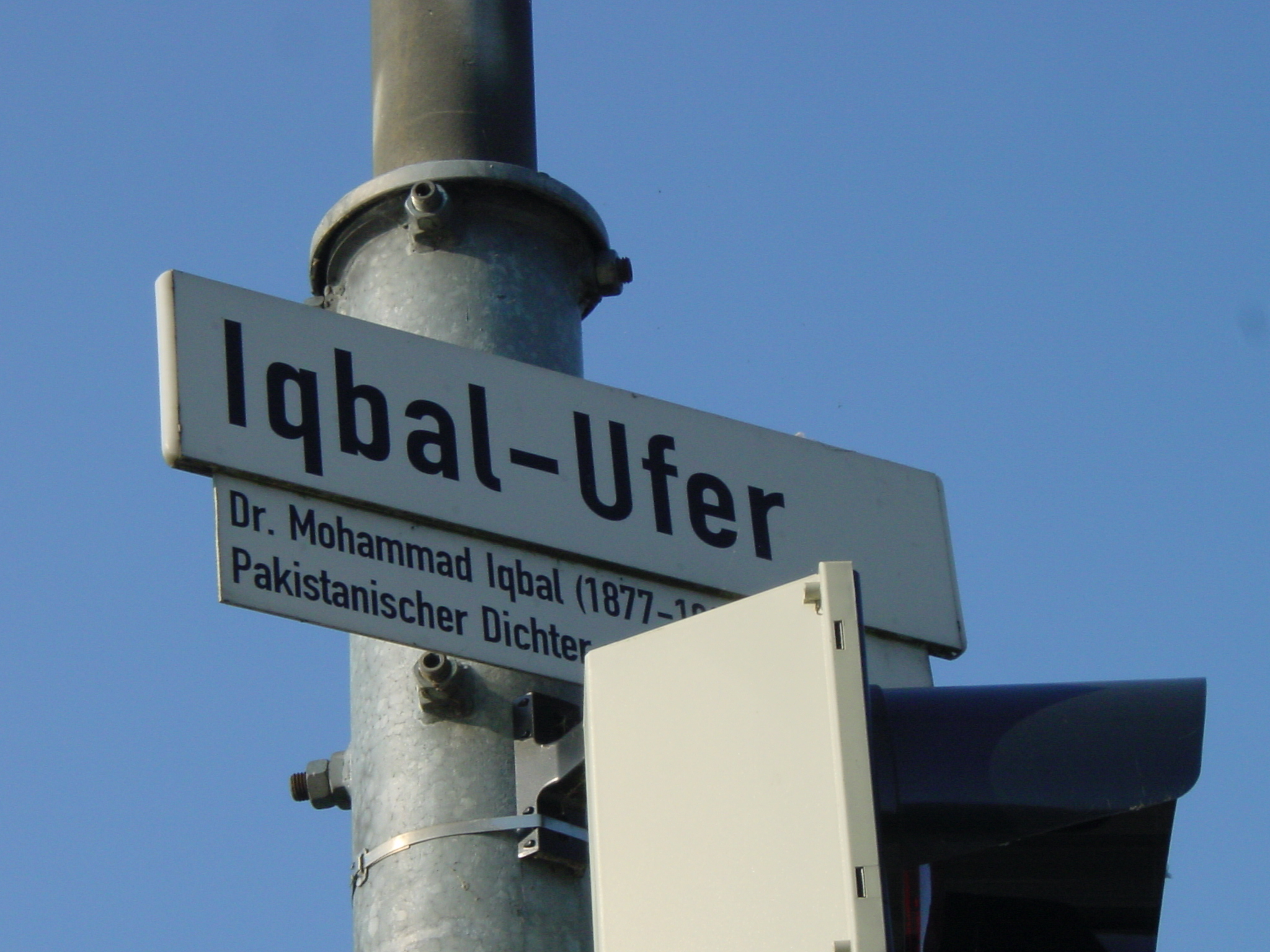
خیابان اقبال در هایدلبرگ آلمان

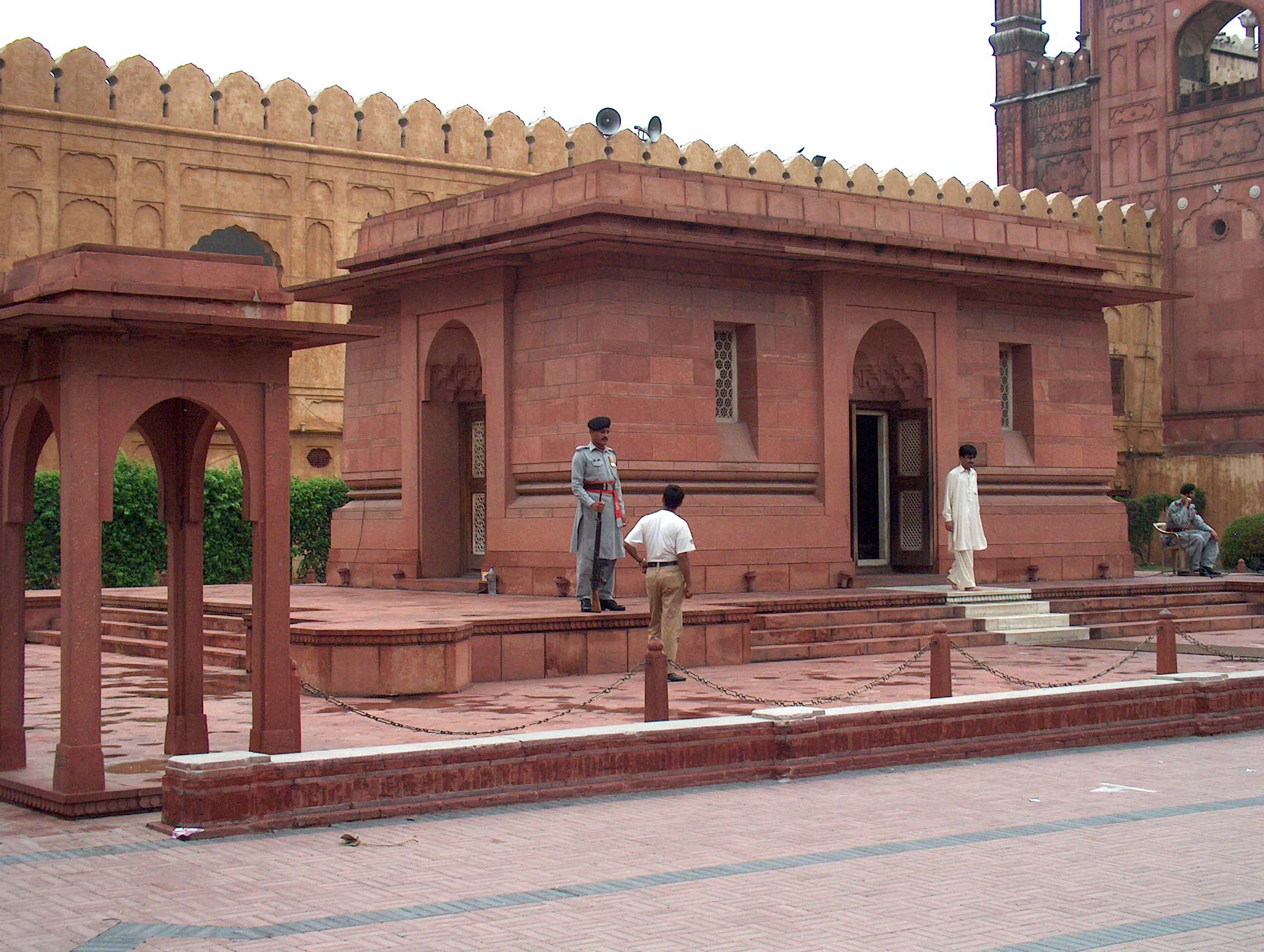
آرامگاه اقبال لاهوری در مسجد پادشاهی لاهور.

## آثار
نالهٔ یتیم نخستین اثر اقبال است. وی آن را در سال ۱۸۹۹م در جلسهٔ سالیانهٔ انجمن حمایت‌الاسلام در لاهور خواند. آثار اقبال به‌طور کلی عبارت‌اند از:
- علم‌الاقتصاد: نخستین کتاب دربارهٔ اقتصاد به زبان اردو، چاپ ۱۹۰۳ در لاهور.
- تاریخ هند
- اسرار خودی (منظوم، فارسی)
- رموز بیخودی (منظوم، فارسی)
- پیام مشرق (منظوم، فارسی)
- بانگ درا (منظوم، اردو)
- زبور عجم (منظوم، فارسی)
- جاویدنامه (منظوم، فارسی)
- پس چه باید کرد ای اقوام شرق (منظوم، فارسی)
- احیای فکر اسلامی (انگلیسی)[۲۱]
- سیر فلسفه در ایران (انگلیسی)[۲۲]
- مثنوی مسافر
- بال جبرئیل
- ضرب کلیم
- ارمغان حجاز
- یادداشت‌های پراکنده
- حقیقت و حیرت: مطالعهٔ بیدل در پرتو اندیشه‌های برگسون

مهم‌ترین اثر علامه اقبال کتاب تجدید بنای اندیشه دینی در اسلام (ترجمهٔ فارسی توسط محمد مسعود نوروزی) است که از ۷ فصل با نام‌های زیر تشکیل شده است:
فصل ۱: «دانش و تجربهٔ دینی»
فصل ۲: «آزمون فلسفی جهت رازگشایی از تجربهٔ دینی»
فصل ۳: «تصور خدا و معنای نیایش»
فصل ۴: «خودانسانی: آزادی و جاودانگی‌اش»
فصل ۵: «روح فرهنگ اسلامی»
فصل ۶: «اصل حرکت در ساختار اسلام»
فصل ۷: «آیا دین امکان‌پذیر است؟»
کتاب «سخنرانی‌ها، مقالات و نامه‌های علامه اقبال» اثری است که از انگلیسی در سال ۱۳۹۴ شمسی به فارسی در ۴۵۰ صفحه توسط محمد مسعود نوروزی ترجمه شده است. مقالات این کتاب
عبارت‌اند از: وحدت وجود از نگاه جیلانی، تثلیث مسیحی، دیدگاه اسلام دربارهٔ جهان و انسان، اصل برابری و نفی برده‌داری در اسلام، دموکراسی آرمان سیاسی اسلام، تئوری سلطنت انتخابی، نیچه و مولوی، رد حق‌الهی برای حکومت، فلسفهٔ مگ تاگارت، معاد جسمانی، مقام زن در شرق، اسلام و قادیانیسم، پاسخی به نهرو دربارهٔ ارتداد، و… که شامل مصاحبه‌ها و نطق‌های سیاسی اقبال در مجلس نمایندگان نیز هست.
- سیر فلسفه در ایران (ترجمه دکتر ا.ح. آریان‌پور)

## نمونه اشعار
| هر که پیمان با هوالموجود بست      |  | گردنش از بند هر معبود رست |
| مومن از عشق است و عشق از مؤمن است |  | عشق را ناممکن ما ممکن است |

| آنچه از خاک تو رُست ای مرد حرّ      |  | آن فروش و آن بپوش و آن بخور      |
| آن جهان‌بینان که خود را دیده‌اند    |  | خود گلیم خویش را بافیده‌اند       |
| ای امینِ دولت تهذیب و دین          |  | آن ید بیضا برآر از آستین         |
| خیز و از کار اُمم بگشا گره         |  | نقشه اَفرنگ را از سر بنه          |
| نقشی از جمعیت خاور فکن            |  | واسِتان خود را ز دست اهرمن        |
| ای اسیر رنگ، پاک از رنگ شو        |  | مؤمنِ خود، کافر افرنگ شو          |
| رشتهٔ سود و زیان در دست توست       |  | آبروی خاوران در دست توست         |
| اهل حق را زندگی از قوّت است        |  | قوّت هر ملّت از جمعیت است          |
| دانی از افرنگ و از کار فرنگ       |  | تا کجا در بند زُنّار فرنگ؟         |
| زخم از او، نشتر از او، سوزن از او |  | ما و جوی خون و امید رفو؟         |
| گر تو می‌دانی حسابش را درست        |  | از حریرش نرمتر، کرباس توست       |
| بوریای خود به قالینش مده          |  | بیدق خود را به فرزینش مده        |
| هوشمندی از خُم او مِی نخورد         |  | هر که خورد، اندر همین میخانه مُرد |

| چون چراغ لاله سوزم در خیابان شما       |  | ای جوانان عجم جان من و جان شما    |
| غوطه‌ها زد در خمیر زندگی اندیشه‌ام       |  | تا به دست آورده‌ام افکار پنهان شما |
| مهر و مه دیدم نگاهم برتر از پروین گذشت |  | ریختم طرح حرم در کافرستان شما     |
| فکر رنگینم کند نذر تهی دستان شرق       |  | پاره لعلی که دارم از بدخشان شما   |
| می‌رسد مردی که زنجیر غلامان بشکند       |  | دیده‌ام از روزن دیوار زندان شما    |
| حلقه گرد من زنید ای پیکران آب و گل     |  | آتشی در سینه دارم از نیاکان شما   |

| نهنگی بچه خود را چه خوش گفت  |  | به دین ما حرام آمد کرانه |
| به موج آویز و از ساحل بپرهیز |  | همه دریاست ما را آشیانه  |

| ساحل افتاده گفت گرچه بسی زیستم   |  | هیچ نه معلوم گشت آه که من کیستم |
| موج زخود رفته‌ای تیز خرامید و گفت |  | هستم اگر می‌روم گر نروم نیستم    |